# Hemistola distans
Hemistola distans là một loài bướm đêm trong họ Geometridae.